# Авангардная улица (Екатеринбург)
Аванга́рдная у́лица — улица в жилом районе (микрорайоне) «Уралмаш» Орджоникидзевского административного района Екатеринбурга. До 1961 года носила название Ура́льский Пролета́рий, затем была переименована.

## Расположение и благоустройство
Улица проходит с юго-запада на северо-востока между улицами Кузнецова и Красных Борцов. Начинается от пересечения с Кировградской и заканчивается у улицы Уральских Рабочих. Пересекается с улицей Калинина, примыканий к улице нет.
Протяжённость улицы составляет около 550 метров. Ширина проезжей части — около 6 м (по одной полосе в каждую сторону движения). На протяжении улицы светофоров и нерегулируемых пешеходных переходов не имеется. С обеих сторон улица оборудована тротуарами (не на всём протяжении) и уличным освещением.

## История
Возникновение улицы связано с формированием и развитием соцгородка «Уралмашзавода» в 1930-х годах. Строительство жилой застройки на улице было начато в 1929 году, тогда же были сданы первые двухэтажные деревянно-рубленные дома, в основном по восемь квартир (сохранились на участке между улицами Калинина и Кировоградской). 
На улице вплоть до 1960-х годов располагались цехи № 108, № 109, № 110 УЖКХ в специально построенных зданиях, при цехах работали хорошо оборудованные мастерские: механическая, столярная, которые обеспечивали производство тепловодоканализации, а в цехе 110 имелся гараж специальных машин также с ремонтной мастерской. Эти цехи проводили все ремонтные работы жилого фонда Уралмаша.
В 1964 году на углу с улицей Калинина (Авангардная, 10 / Калинина, 11) был построен единственный на улице пятиэтажный панельный дом. Кроме этого фасадами на улицу выходят десятиэтажный жилой дом (Калинина, 22) и две шестнадцатиэтажные панельные жилые высотки постройки начала 1990-х годов (Уральских Рабочих, 21 и 23).

## Примечательные здания и сооружения
В доме № 5а находится Управление Роспотребнадзора по Свердловской области.
В доме № 10 (не сохранился) на первом этаже до 1932 года находилась квартира начальника «Уралмашиностроя» А. П. Банникова.

## Транспорт

### Наземный общественный транспорт
Движение наземного общественного транспорта по улице не осуществляется. Ближайшие к улице остановки общественного транспорта — «Библиотека» (перекрёсток Ильича-Калинина), «Кузнецова» (перекрёсток Машиностроителей-Кузнецова) и «Краснознамённая» (по улице Ильича, между улицами Краснознамённой и Кировоградской).

### Ближайшие станции метро
В 700 метрах к востоку от начала улицы находится станция метро  «Уралмаш».